# John Bennet
John Bennet (ur. ok. 1575, zm. po 1614) – angielski kompozytor, twórca madrygałów.